# 奥杜加图尔
奥杜加图尔（Odugathur），是印度泰米尔纳德邦Vellore县的一个城镇。总人口8038（2001年）。

## 人口
该地2001年总人口8038人，其中男性3974人，女性4064人；0—6岁人口894人，其中男434人，女460人；识字率63.67%，其中男性为73.28%，女性为54.28%。